# جناح المغرب بإبكوت

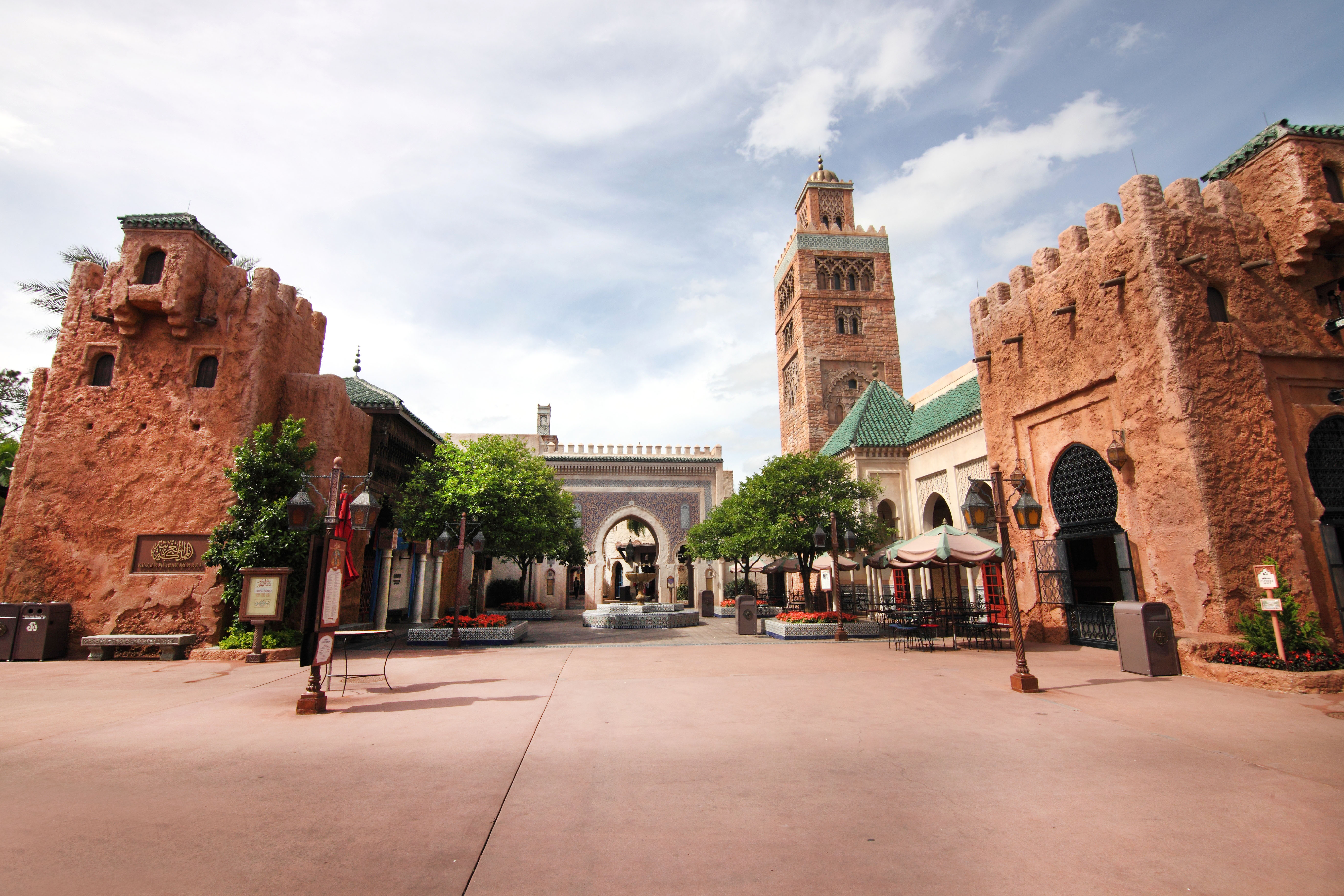
جناح المغرب في 2016.

جناح المغرب هو جزء من معرض العالم في متنزه إبكوت الترفيهي في عالم والت ديزني في أورلاندو، فلوريدا بالولايات المتحدة الأمريكية.
الجناح المغربي هو نسخة طبق الأصل عن المدينة القديمة في مراكش مع مئذنة، لكنه يشمل أيضا استقبالات الدار البيضاء والرباط وفاس. وبصرف النظر عن الواقعية الكبيرة بسبب الاهتمام بالتفاصيل من ديزني، يحتوي الجناح على عناصر قليلة إلى جانب المتاجر والمطاعم. قامت ديزني بجلب فنانين مغاربة أرسلهم الملك الحسن الثاني لعمل زخارف الجناح. افتتح الجناح في 7 سبتمبر 1984.

## الجناح
يدور الجناح حول ساحة بها مئذنة ونسخة طبق الأصل من نافورة النجارين التي تقع على حافة البحيرة ثم شارع ضيق يسمى المدينة يؤدي من البحيرة إلى مطعم مراكش الموجود في الجزء الخلفي من الجناح. نسخة طبق الأصل من الباب باب بوجلود بفاس يفصل المكان عن مئذنة المدينة وعلى طول الشارع ترتب عدة أكشاك صغيرة. تعكس المآذن معمار شالة في الرباط ومسجد الكتبية في مراكش.
ويقدم المعارض والجولات التعليمية في ساحة المدينة.

## معرض الصور

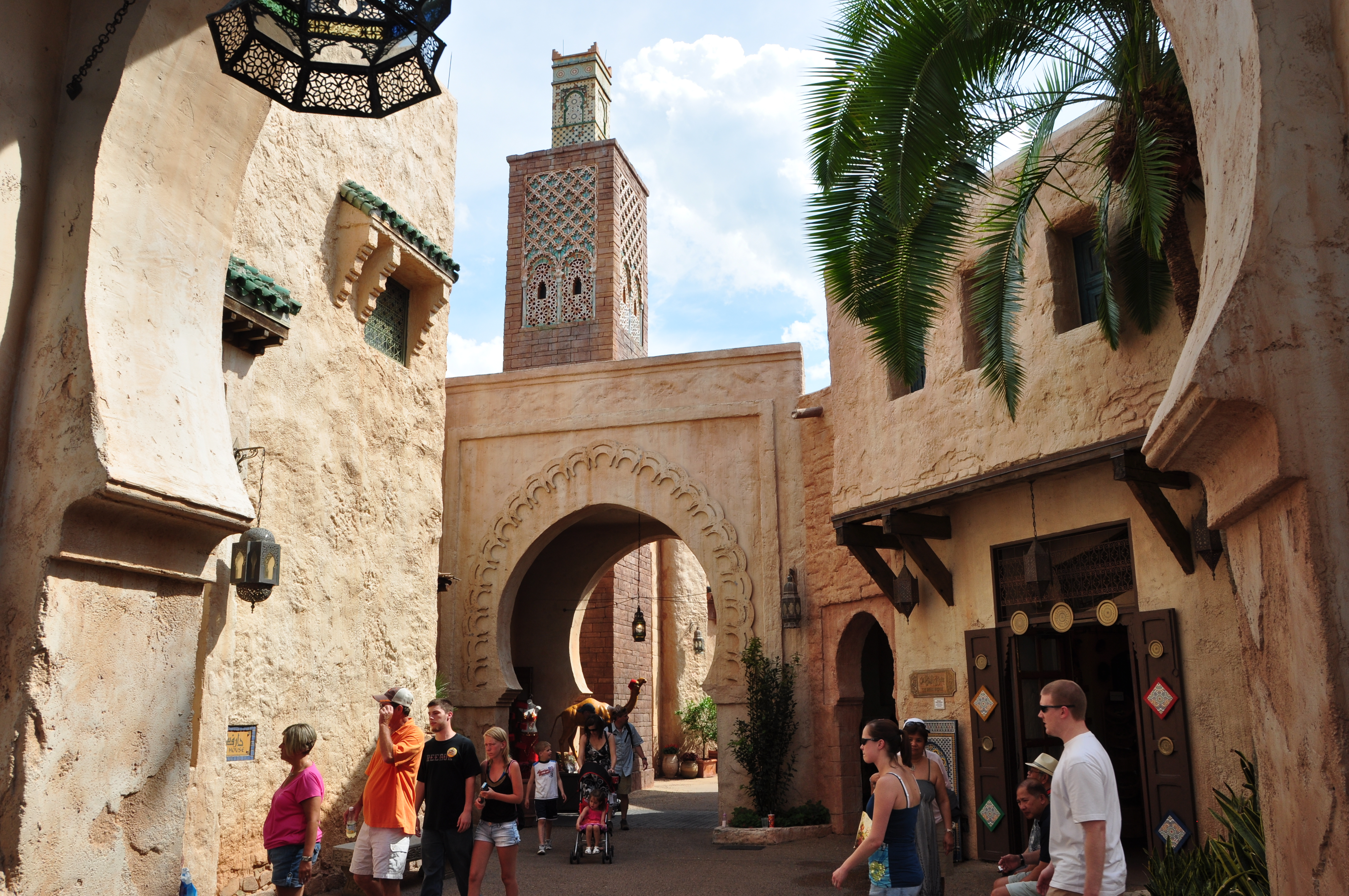
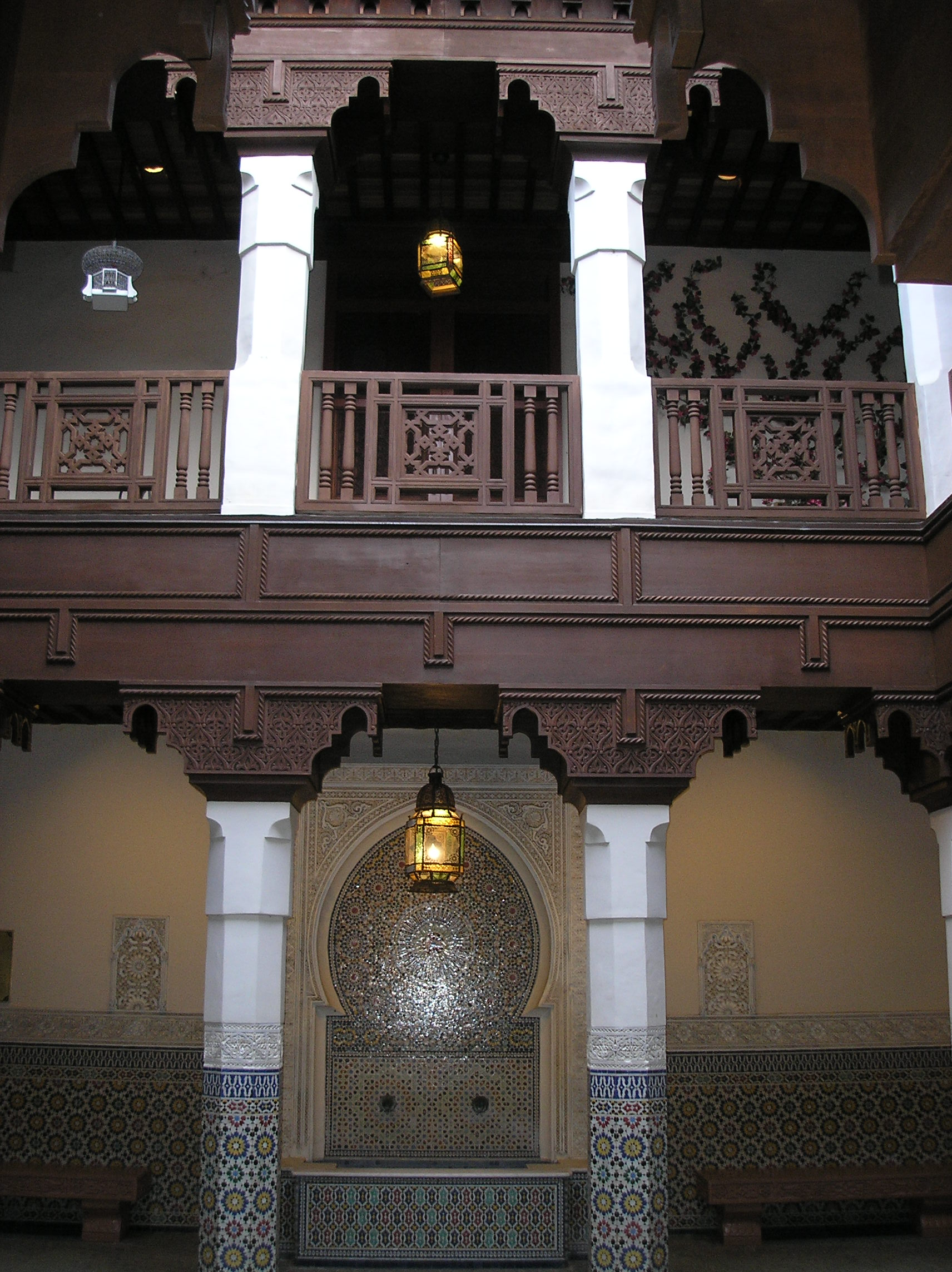
نموذج منزل مغربي
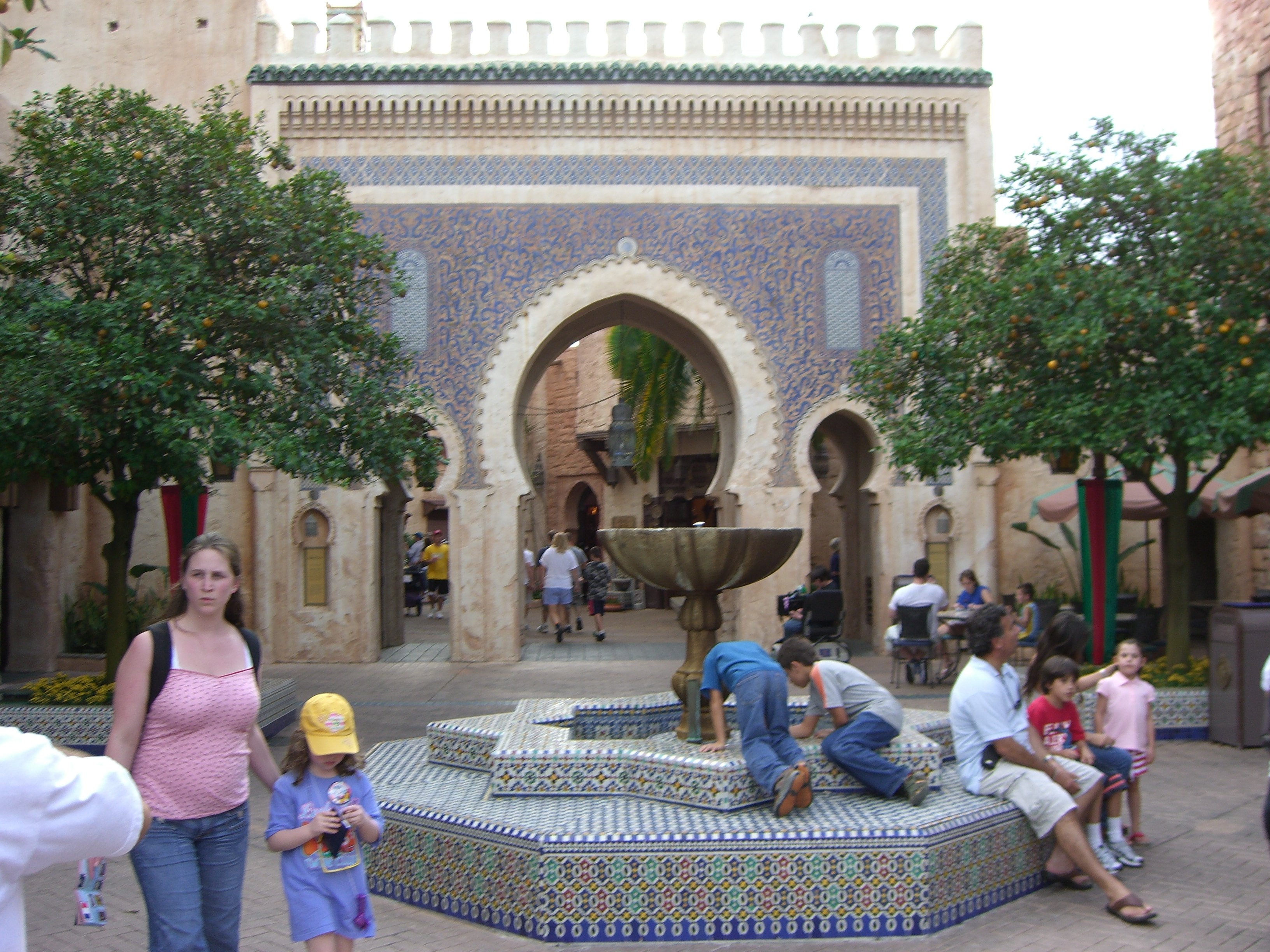
مدخل الجناح مع قوس ونافورة
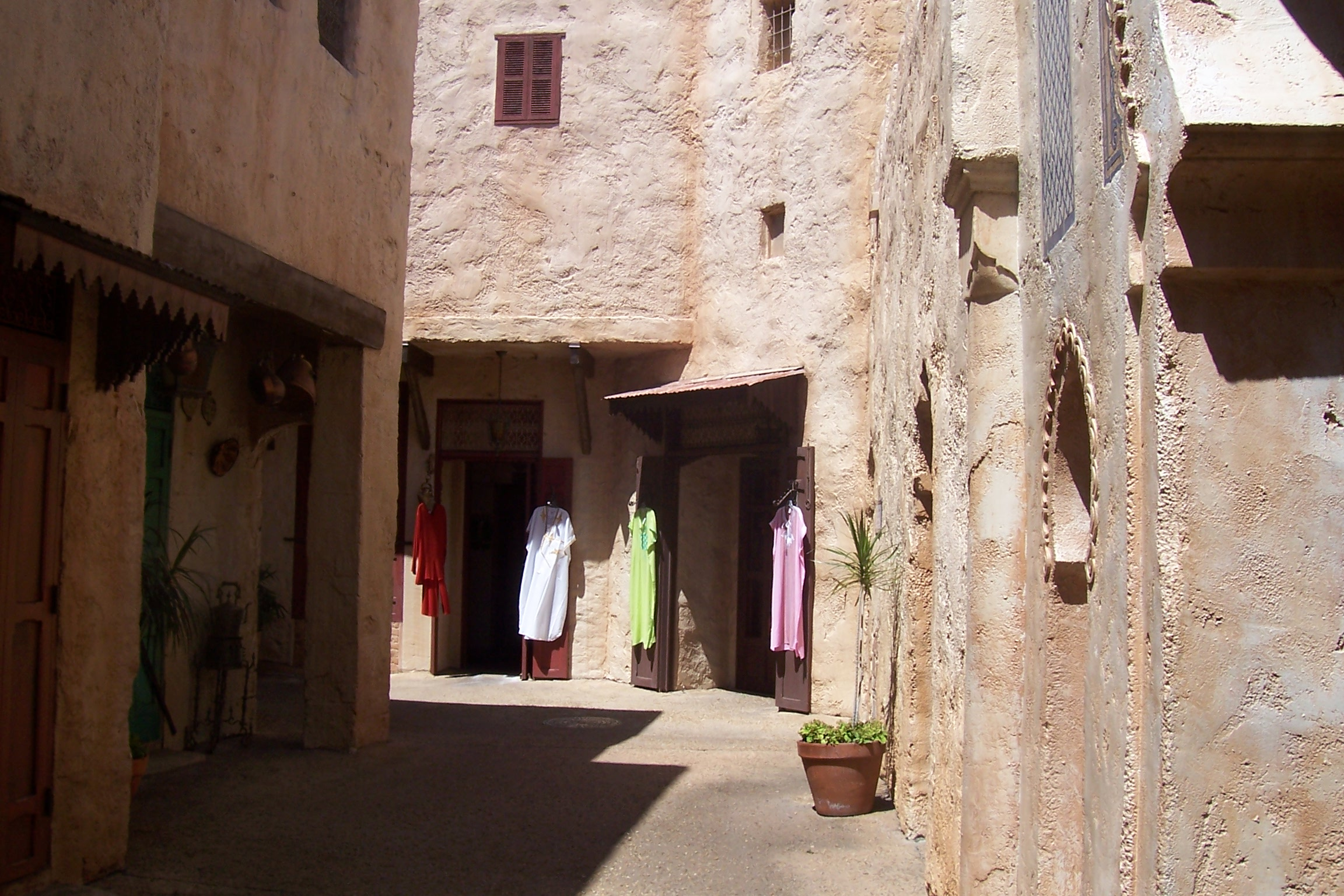
أكشاك في الجزء الخلفي للجناح
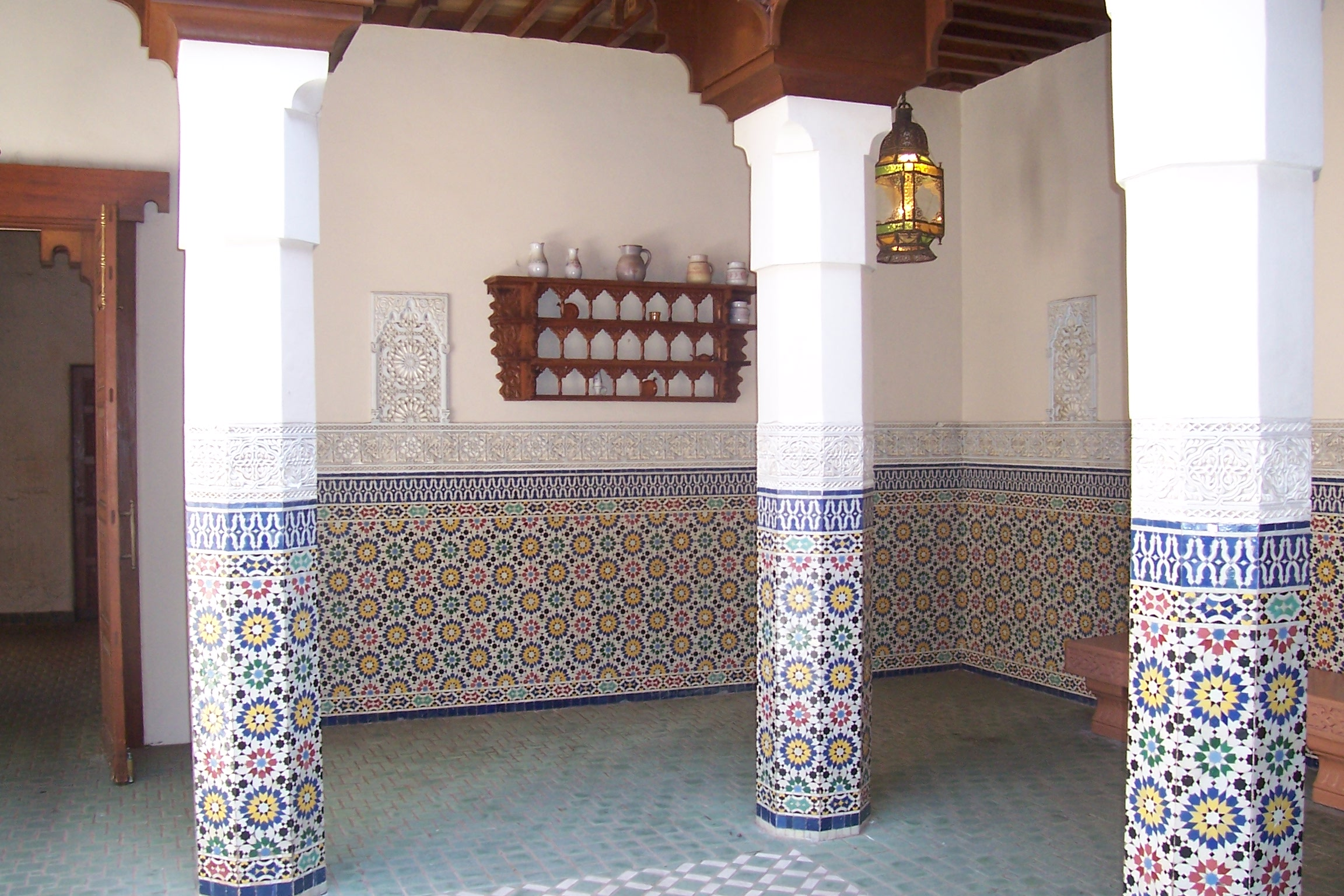
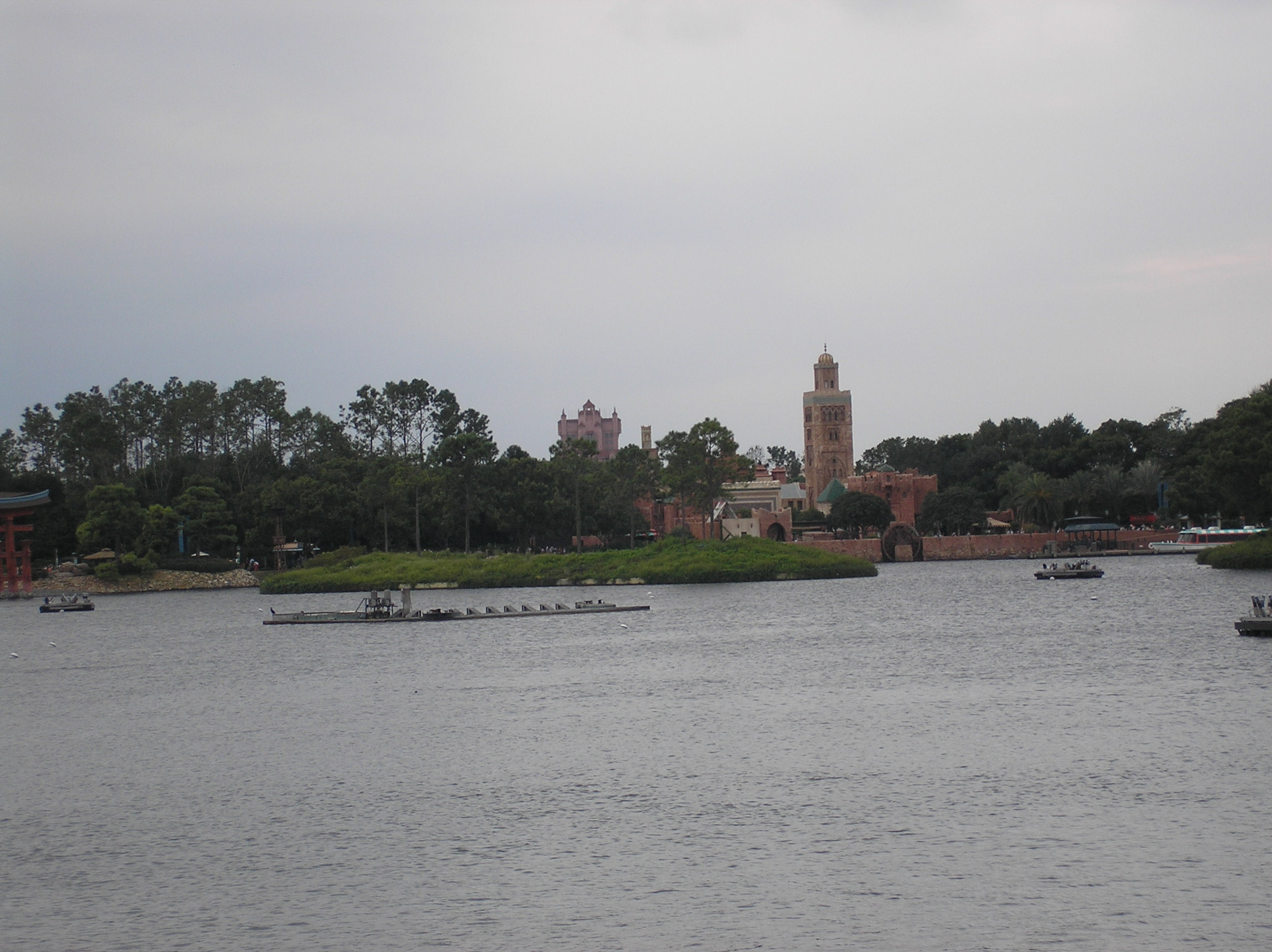
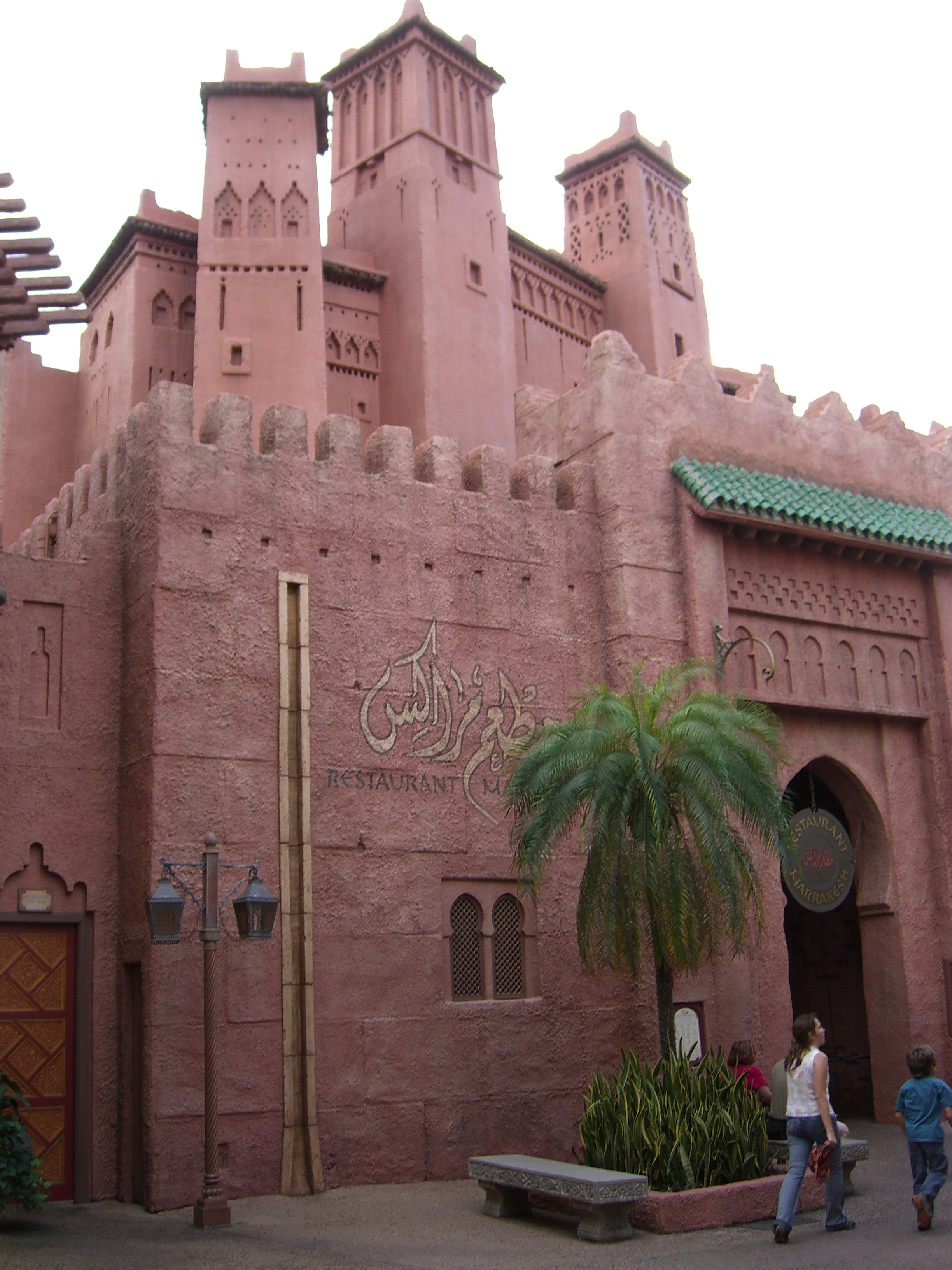
مطعم مراكش

## وصلات خارجية
- (بالإنجليزية) الموقع الرسمي
- (بالإنجليزية) جناح المغرب على Walt Disney World Resort